# إريك دينغ
إريك دينغ (بالإنجليزية: Eric Ding)‏ هو عالم وبائيات ‏ أمريكي، ولد في 1983 في شانغهاي في الصين.